# Stéphane Noël (auteur)
Pour les articles homonymes, voir Noël.
Stéphane Noël, né le 3 décembre 1969 à Binche (province de Hainaut), est un auteur de bande dessinée, éditeur et enseignant belge francophone.

## Biographie
Stéphane Noël naît le 3 décembre 1969 à Binche. Il se forme artistiquement à l'École de recherche graphique (ERG) de Bruxelles, où il étudie dans la section Pratique artistique, spécialisation en photographie de 1987 à 1992.
Il démarre la bande dessinée en 1994 par le fanzinat avec les Éditions Brain Produk qu'il cofonde (avec Panik, Jampur Fraize, Fifi, Eco et Benjamin Allard) avec l’association Brain Produk qui édite le fanzine Kollectiv. 
En 1996, il y publie La Progression. La même année, il effectue un premier voyage à Montréal et rencontre la scène bande dessinée underground montréalaise. Il sort Yopi dans sa quête d'un savoir universel, un ouvrage qui traite de Dieu, de l'ignorance et des extraterrestres en 1998. Il rejoint en 2000 l’équipe du fanzine hebdomadaire de bandes dessinées alternatives Spon pour la création de la maison d’édition L'Employé du Moi, dont il est l'un des cofondateurs,. Il est l’un des principaux responsables de son développement numérique constant. 
Il expose lors des rencontres du 9e art d'Aix-en-Provence 2012 en participant à l'exposition Génération Spontanée ? La nouvelle scène belge indépendante, production Wallonie-Bruxelles International/Centre Wallonie-Bruxelles de Paris sous le commissariat de Thierry Bellefroid.
Il réalise seul Ressources humaines qu'il publie dans la collection « vingt-quatre » aux éditions de L'Employé du Moi en 2012. Il sort le roman graphique Leem quatre ans plus tard chez le même éditeur. « [...] un récit métaphorique émouvant, fruit d’une longue réflexion et d’une remise en cause profonde, cet ouvrage marque par son apparente simplicité et sa sensibilité. » selon Frédéric Hojlo, chroniqueur du site ActuaBD.
En outre, il participe à divers collectifs dont Disparition (2004), 40075KM comics (2006), Appendix (2010), Sweet 15 (2015).
Il est collaborateur ponctuel avec le secteur et la presse associative. Il est notamment chroniqueur du site du9,.
Parallèlement, il est enseignant à l'ERG depuis 2002 en atelier pluridisciplinaire : AP Narration, Bac 1 à Bruxelles où il vit également.

## Œuvres publiées

### Albums
- La Progression[16],[17], Brain Produk, 24 novembre 1995
Scénario et dessin : Stéphane Noël - Couleurs : noir et blanc
- Yopi dans sa quête d'un savoir universel[5],[18], Brain Produk, coll. « hydrocéphale », 21 janvier 1998
Scénario et dessin : Stéphane Noël - Couleurs : noir et blanc

- Ressources humaines[10], L'Employé du Moi, coll. « vingt-quatre », Bruxelles, janvier 2012
Scénario et dessin : Stéphane Noël - Couleurs : noir et blanc -  (ISBN 9782930360461)
- Leem[11], L'Employé du Moi, Bruxelles, octobre 2016
Scénario et dessin : Stéphane Noël - Couleurs : noir et blanc -  (ISBN 978-2-39004-018-7)

### Collectifs
- Piperón el tostado[19], Brain Produk, 1999
Scénario : collectif - Dessin : collectif dont Stéphane Noël,Sous titré Un album en hommage au catch et aux albums Panini. Format 21 × 21,5 cm, 32 p.. Co-produit par 9e monde et les éditions Pyramides. À la manière des albums de vignettes à coller, Piperón el tostado conte, sous la plume de Joe Cafard (alias Pierre-Henri de Castel Pouille), la biographie d'un catcheur mexicain aussi mythique qu'improbable et ce malgré l'optimiste du narrateur qui finit sa préface par « D'ailleurs, autour de Mexico, plusieurs automobilistes assurent l'avoir pris en stop ». L'ouvrage ne contient pas les vignettes à coller qui s'achètent en librairie ou s'échangent entre amateurs. Elles sont réalisées par Joe Cafard, Eco, Fifi, Jampur Fraize, Jean Bourguignon et Croc’, Kaze, David Vandermeulen, Picpic et André, Stéphane Noël et José Parrondo[20],[21].
- Disparition, L'Employé du Moi, Bruxelles, février 2004
Scénario et dessin : collectif dont Stéphane Noël - Couleurs : quadrichromie -  (ISBN 978-2-930360-06-5)
- 40075km comics, L'Employé du Moi, Bruxelles, janvier 2007
Scénario et dessin : collectif dont Stéphane Noël - Couleurs : quadrichromie -  (ISBN 978-2-930360-13-3),compilation d'une sélection des planches du site 40075km.net.
- Appendix, L’Employé du Moi, Bruxelles, octobre 2010
Scénario : collectif - Dessin : collectif dont Stéphane Noël - Couleurs : quadrichromie -  (ISBN 978-2-930360-32-4),Téléchargeable gratuitement au format PDF sur le site de l'éditeur[22].
- Sweet 15[23], L’Employé du Moi, Bruxelles, janvier 2015
Scénario : collectif - Dessin : collectif dont Stéphane Noël - Couleurs : quadrichromie -  (ISBN 978-2-390040-06-4)Noté première édition, broché en 13,5 × 14 cm. Distribué au festival d'Angoulême 2015 puis en librairie à l'occasion du 15e anniversaire de la maison d'édition.

### Dans des périodiques
- Kollectiv[3], nos  0 au 13, 1994-1999
- SPON[24] nos  41 à 47, 19 octobre à décembre 1999.

### Expositions

#### Expositions collectives
- Génération Spontanée ? La nouvelle scène belge indépendante, production Wallonie-Bruxelles International/Centre Wallonie-Bruxelles de Paris. Cinq présentations ont eu lieu : 
  - Espace Franquin[25], Angoulême du 27 au 30 janvier 2011.
  - Centre Wallonie-Bruxelles de Paris, juin-août 2011[26].
  - BIP (Bruxelles Info Place, Place Royale à Bruxelles), septembre-octobre 2011[27].
  - Rencontres du 9e Art d’Aix, Aix-en-Provence, mars-avril 2012[8],[28]
  - Centre culturel du Forum de Meyrin, Genève, Suisse, octobre-décembre 2012[9].
- L’Employé du moi[29], Festival d'Angoulême 2015, Angoulême, 2015.

#### Livres
: document utilisé comme source pour la rédaction de cet article.
- Le 9e Rêve no 6, Bruxelles, Institut Saint-Luc de Bruxelles, École de recherche graphique, 2006, 144 p. (présentation en ligne), p. 63. .
- Thierry Bellefroid et Jean-Marie Derscheid, « Noël Stéphane - Dessinateur — Scénariste », dans 77 auteurs de bande dessinée en Wallonie et à Bruxelles, Bruxelles, Wallonie-Bruxelles International, 2017, 128 p. (ISBN 2-930071-83-4, lire en ligne), p. 86. .
- Philippe Mellot, Michel Denni, Laurent Turpin et Isabelle Morzadec, Trésors de la bande dessinée : BDM 2022-2023 - Catalogue encyclopédique et Argus, Paris, Les Arènes, novembre 2022, 23e éd., 1677 p., ill. ; 23 cm (ISBN 9791037507280, OCLC 1351462460, présentation en ligne), p. 731, 1073. .

#### Interviews
- Stéphane Noël et Peggy Pierrot (interviewés par Aurélien Berthier), « « Tout ne passe pas par l'image » », Analyse, Présence et Action Culturelles, no 18,‎ 2023 (lire en ligne [PDF], consulté le 4 juin 2025).

### Podcasts
- Des crayons et des bulles sur RTL Belgium, Présentation : Damien Croyère, 19 octobre 2020 (38 min 47 s).

### Vidéographie
- [vidéo] « Édition L'Employé du Moi : Regard sur la bande dessinée alternative. », sur YouTube
- [vidéo] « Meet the publisher: Employé du moi », sur YouTube par le Centre belge de la bande dessinée, 25 août 2021, (2 min 38 s).